# Landgoed Blankenburg

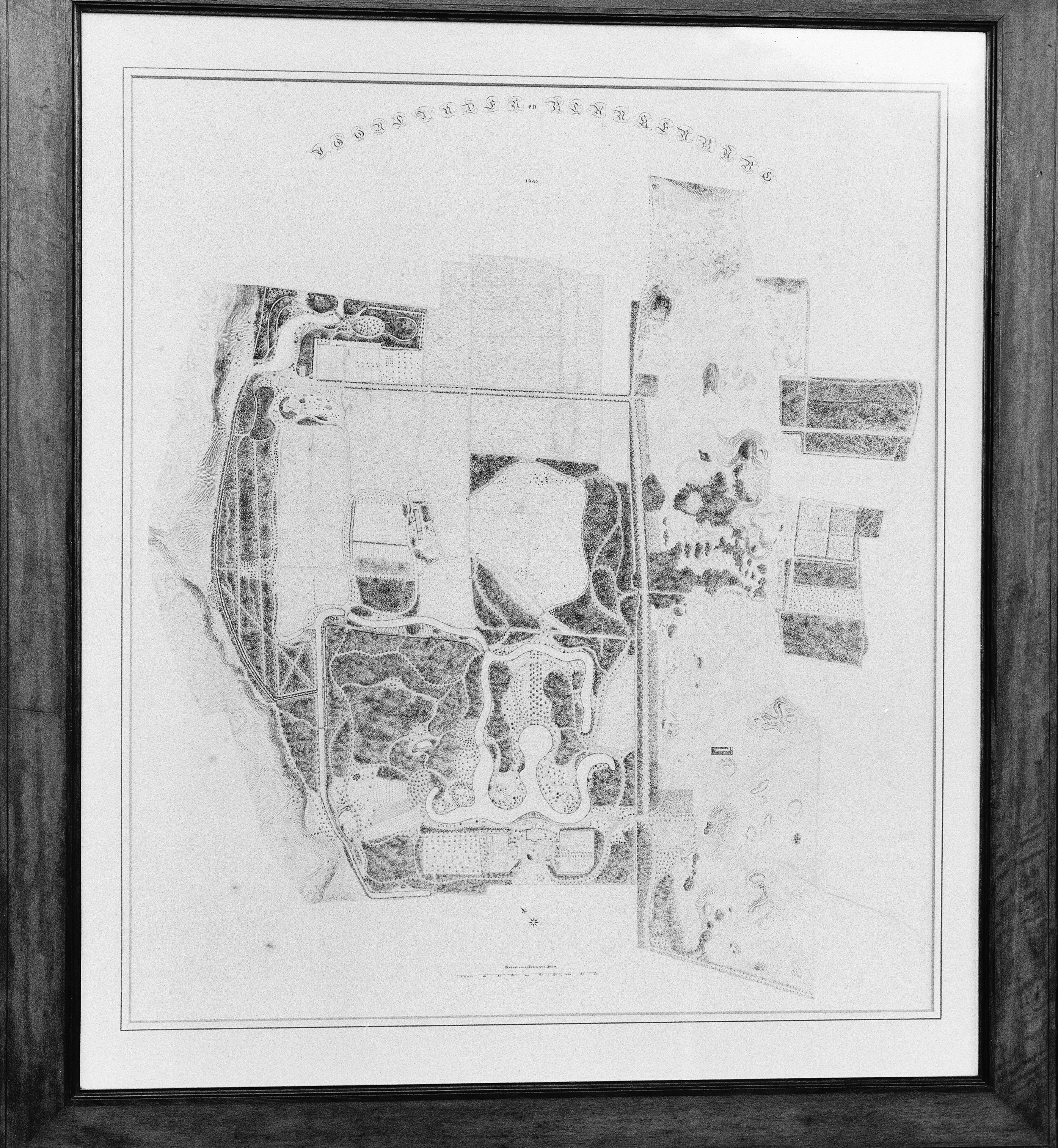
Kaart van Landgoed Voorlinden & Blankenburg (1843)

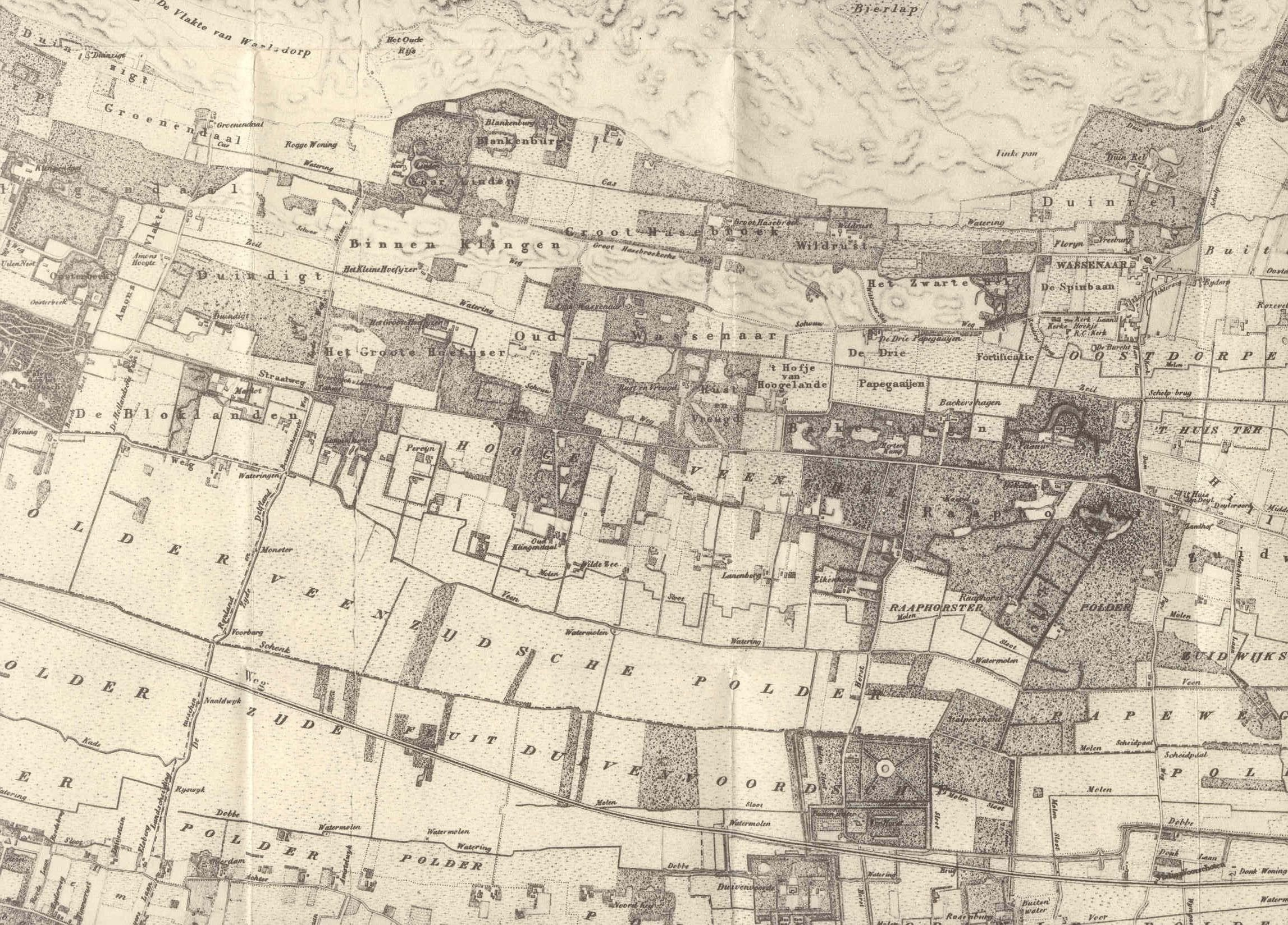
Kaart van Wassenaar uit 1839

Landgoed Blankenburg ligt bij de Waalsdorpervlakte en de Wassenaarse duinen en heeft een ingang aan de Buurtweg, waarvandaan een lange rechte oprit naar het huis leidt. Aan de westkant van Blankenburg ligt Landgoed Voorlinden.
Blankenburg was voor de 17de eeuw slechts een boerderij. In 1743 was er een hofstede met een herenhuis, een koetshuis, stallen, vijvers en boerenwoningen. Er was ook een ommuurde moestuin.
Ten behoeve van een overdracht werd er in 1764 van het landgoed een kaart gemaakt, waarop te zien is dat er toen een vierkant huis stond omgeven door water. Tussen het huis en de duinen was een groot bos. Hier bevond zich ook een sterrenbos, wat in die tijd geheel in de mode was. Later werd deze geometrische tuin veranderd in een Engelse landschapstuin.
In 1870 werd Blankenburg gekocht door Guillaume Groen van Prinsterer, die daarvoor op  Landgoed Oud-Wassenaar woonde. Hij overleed in 1876 maar zijn echtgenote Betsy van der Hoop bleef er wonen totdat zij drie jaar later overleed. Later werd Blankenburg gekocht door de familie van Roijen.
In 1917 werd Blankenburg verbouwd. Een deel van het park is toegevoegd aan Landgoed Voorlinden. Blankenburg wordt nog steeds bewoond en is niet opengesteld.
Op 13 juni 1945 trof Th.C. Koot het lichamelijke overschot van Hans Werner Müller-Lehning